# God Is an Automaton
God is an Automaton è il quarto album di studio dei Sybreed.
È uscito in Europa il 24 settembre e in Nord America il 2 ottobre; è stato registrato tra la metà del 2011 e l'inizio del 2012, e vede anche in esso la produzione di Rhys Fulber, il quale aveva già lavorato in precedenza con la band svizzera per The Pulse of Awakening.
L'album è stato pubblicato "a pezzi" giorno per giorno sulla pagina di SoundCloud della band a partire da giugno.
È un concept album che ruota attorno a tre concetti chiave che vengono legati tra loro: ateismo, transumanesimo e postumanesimo. Tutti e tre gli argomenti sono rivisti sotto un'ottica nichilista.
Lo stile si mantiene approssimativamente sui canoni già presentati dal precedente album, distaccandosi sempre più e molto fortemente dai primissimi album: le tracce sono più lunghe, più elaborate, presentano un suono più duro e aggressivo, e allo stesso tempo ancor più intriso di sonorità elettroniche che diventano il vero e proprio marchio di fabbrica dei Sybreed. Il suono è sempre più vicino a quello dei loro padrini ispiratori Meshuggah, con l'utilizzo dei tipici ritornelli puliti e melodici che si richiamano molto ai Fear Factory. Anche God Is An Automaton si presenta come un disco nel quale il metal estremo e il metalcore incontrano sonorità elettro-industrial e new wave revival degli anni '80.

## Tracce
1. Posthuman Manifesto – 4:49
2. No Wisdom Brings Solace – 4:37
3. The Line of Least Resistance – 4:32
4. Red Nova Ignition – 5:08
5. God Is an Automaton – 5:59
6. HighTech versus LowLife – 5:15
7. Downfall Inc. – 5:00
8. Challenger – 4:36
9. A Radiant Daybreak – 5:30
10. Into the Blackest Light – 4:28
11. Destruction and Bliss – 9:44